# Sauer (dopływ Renu)
Sauer (fr. la Sauer, niem. Saarbach) – dopływ Renu o długości 70 km, z czego 64 w granicach Francji. Rzeka ma źródła w Lesie Palatynackim i przepływa m.in. przez Fischbach bei Dahn, Lembach, Betschforf i uchodzi do pod Munchhausen do Renu. Końcowy odcinek wchodzi w skład rezerwatu przyrody „Delta Sauer”.

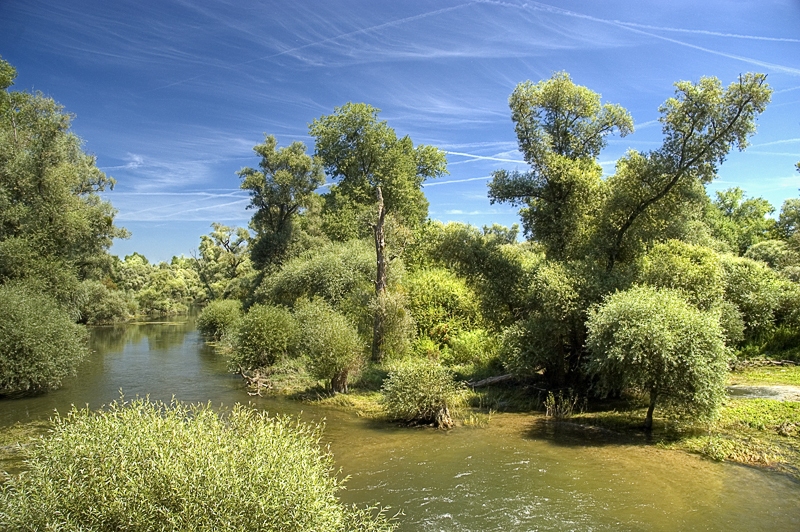
W rezerwacie przyrody Delta Sauer